# Liste von aktiven Busherstellern
Diese Liste von aktiven Busherstellern soll alle Unternehmen enthalten, die derzeit Omnibusse herstellen. Unter Omnibussen versteht man Kraftfahrzeuge mit mehr als acht Sitzplätzen zusätzlich zum Fahrersitz.
Zu historische Bushersteller oder reinen Vertriebsunternehmen ohne eigene Produktion siehe auch die Liste von Nutzfahrzeugherstellern. Zu Obus-Herstellern siehe auch Liste der Hersteller von Oberleitungsbussen.
| Logo | Hersteller                                            | Land        | Produktionsstandorte          | Bemerkung                                             |
| ---- | ----------------------------------------------------- | ----------- | ----------------------------- | ----------------------------------------------------- |
|      | Agrale                                                | Brasilien   | Brasilien und Argentinien     |                                                       |
|      | Alexander Dennis                                      | Schottland  | Falkirk                       | zu New Flyer                                          |
|      | Altas Auto                                            | Litauen     | Pikutiškės                    | nur Midibusse                                         |
|      | Anadolu Isuzu                                         | Türkei      | Kartal (Istanbul)             | zu Anadolu-Gruppe                                     |
|      | Arthur Bus                                            | Deutschland | Breslau                       | Firmensitz in Planegg                                 |
|      | Ashok Leyland                                         | Indien      |                               |                                                       |
|      | Automet                                               | Belgien     | Diest                         | nur Midibusse                                         |
|      | Autosan                                               | Polen       | Sanok                         | zu Huta Stalowa Wola                                  |
|      | Auveuro                                               | Rumänien    | Câmpina                       | nur Midibusse                                         |
|      | Belkommunmasch                                        | Belorus     | Minsk                         | nur Elektrobusse                                      |
|      | Blue Bird Corporation                                 | USA         | Fort Valley                   |                                                       |
|      | BMC                                                   | Türkei      | Izmir                         |                                                       |
|      | Bus Factory                                           | Polen       | Wejherowo                     | nur Midibusse                                         |
|      | BYD                                                   | China       | mehrere                       |                                                       |
|      | CaetanoBus                                            | Portugal    | Vila Nova de Gaia             |                                                       |
|      | Cento                                                 | Rumänien    | Zalău                         | nur Midibusse                                         |
|      | Chongqing Suitong New Energy Automotive Manufacturing | China       |                               | Marken: Quantron, EvDynamics, Suitong                 |
|      | CMS Auto                                              | Polen       | Sulejówek                     | nur Midibusse                                         |
|      | Collins Industries                                    | USA         | Hutchinson                    | Schulbusse                                            |
|      | Daewoo Bus                                            | Südkorea    | Bucheon                       |                                                       |
|      | DaewooBusKazakhstan                                   | Kasachstan  | Semei                         | Joint Venture                                         |
|      | EvoBus                                                | Deutschland | mehrere                       |                                                       |
|      | Ebusco                                                | Niederlande | Deurne                        |                                                       |
|      | Erener                                                | Türkei      | Bursa                         | nur Midibusse                                         |
|      | EVM                                                   | Irland      | Kilbeggan                     | nur Midibusse                                         |
|      | GAZ                                                   | Russland    | Nischni Nowgorod              |                                                       |
|      | Gillig                                                | USA         | Hayward                       |                                                       |
|      | Geyushi Automotive Industry                           | Ägypten     | Madinat al-Aschir min Ramadan |                                                       |
|      | Golden Dragon                                         | China       | mehrere                       | zu King Long                                          |
|      | Güleryüz                                              | Türkei      | Gemlik                        |                                                       |
|      | Carrosserie Hess                                      | Schweiz     | Bellach                       |                                                       |
|      | Higer Bus                                             | China       | Suzhou                        | zu King Long                                          |
|      | IC Bus                                                | USA         | Tulsa                         | zu Navistar                                           |
|      | Ikarus                                                | Ungarn      | Budapest                      |                                                       |
|      | Irizar                                                | Spanien     | Ormaiztegi                    |                                                       |
|      | Iveco Bus                                             | Italien     | mehrere                       |                                                       |
|      | K-Bus                                                 | Österreich  | Murska Sobota                 | Firmensitz in Hornstein, Midibusse                    |
|      | Karsan                                                | Türkei      | Bursa und Hasanağa            | Elektrobusse für Stadtverkehr in verschiedenen Größen |
|      | King Long                                             | China       | mehrere                       |                                                       |
|      | LiAZ                                                  | Russland    | Likino-Duljowo                | zu GAZ                                                |
|      | MAN Truck & Bus                                       | Deutschland | mehrere                       |                                                       |
|      | Marcopolo                                             | Brasilien   | mehrere                       |                                                       |
|      | MCV                                                   | Ägypten     | mehrere                       |                                                       |
|      | Mellor Coachcraft                                     | England     | Rochdale                      | nur Midibusse                                         |
|      | Negobus                                               | Frankreich  | Hasparren                     | nur Midibusse                                         |
|      | New Flyer                                             | Kanada      | mehrere                       |                                                       |
|      | Otokar                                                | Türkei      | Sakarya                       |                                                       |
|      | Rampini                                               | Italien     | Passignano sul Trasimeno      |                                                       |
|      | Rightech                                              | Nordirland  | Ballymena                     | Elektrobusse und Elektro-Lkw                          |
|      | Safra                                                 | Frankreich  | Albi                          |                                                       |
|      | SamAuto                                               | Usbekistan  | Samarkand                     |                                                       |
|      | Scania                                                | Schweden    | Södertälje                    | zu VW                                                 |
|      | Škoda Transportation                                  | Tschechien  |                               | nur Elektrobusse                                      |
|      | Solaris Bus & Coach                                   | Polen       | Czerwonak                     |                                                       |
|      | Thomas Built Buses                                    | USA         | High Point                    | Schulbusse                                            |
|      | TAM Europe                                            | Slowenien   | Maribor                       |                                                       |
|      | Temsa                                                 | Türkei      | Adana                         |                                                       |
|      | Van Hool                                              | Belgien     | Koningshooikt                 |                                                       |
|      | Volvo                                                 | Schweden    | mehrere                       |                                                       |
|      | VDL Bus & Coach                                       | Niederlande | mehrere                       |                                                       |
|      | Wrightbus                                             | Nordirland  | Ballymena                     | Elektrobusse (sowohl BEV als auch FCHV)               |
|      | Yutong                                                | China       | mehrere                       | gilt als größter Bushersteller                        |